# Helen Hyde
Helen Hyde (Lima, 6 aprile 1868 – Pasadena, 13 maggio 1919) è stata un'artista statunitense, pittrice, illustratrice e incisora, conosciuta soprattutto per le sue acqueforti e xilografie raffiguranti donne e bambini giapponesi.

## Biografia

### Giovinezza e formazione negli Stati Uniti
Helen Hyde era la nipote di pionieri americani che avevano attraversato il continente su un carro coperto durante il periodo della corsa all'oro in California, intorno al 1850. Successivamente, la madre, Marietta Butler, ritornò nella sua casa di famiglia, situata nella piccola cittadina di Lima (Stato di New York), vicino a Rochester, dove Helen nacque il 6 ottobre 1868. Tornarono in California nel 1870, dove Helen trascorse lì la sua adolescenza.Suo padre William Birelie Hyde era un inventore e ingegnere civile.
Iniziò a studiare arte all'età di 12 anni e fino ai 14 anni, con il suo vicino Ferdinand Richardt, un artista danese-americano. Dopo la morte del padre nel 1881, Helen Hyde e la sua famiglia si trasferirono a San Francisco in una casa messa loro a disposizione da una ricca zia, Augusta Hyde Storer Bixler ("zia Gussie") che finanziò l'interesse di Helen per l'arte. Successivamente, Helen e sua madre si trasferirono a Filadelfia. Tra il 1882 e il 1888, Helen Hyde si diplomò alla Wellesley School for girls, poi studiò al San Francisco Art Institute con il pittore americano Emil Carlsen. Tra il 1888 e il 1889 studiò brevemente alla Art Students League of New York sotto la guida di Kenyon Cox.

### Formazione in Europa

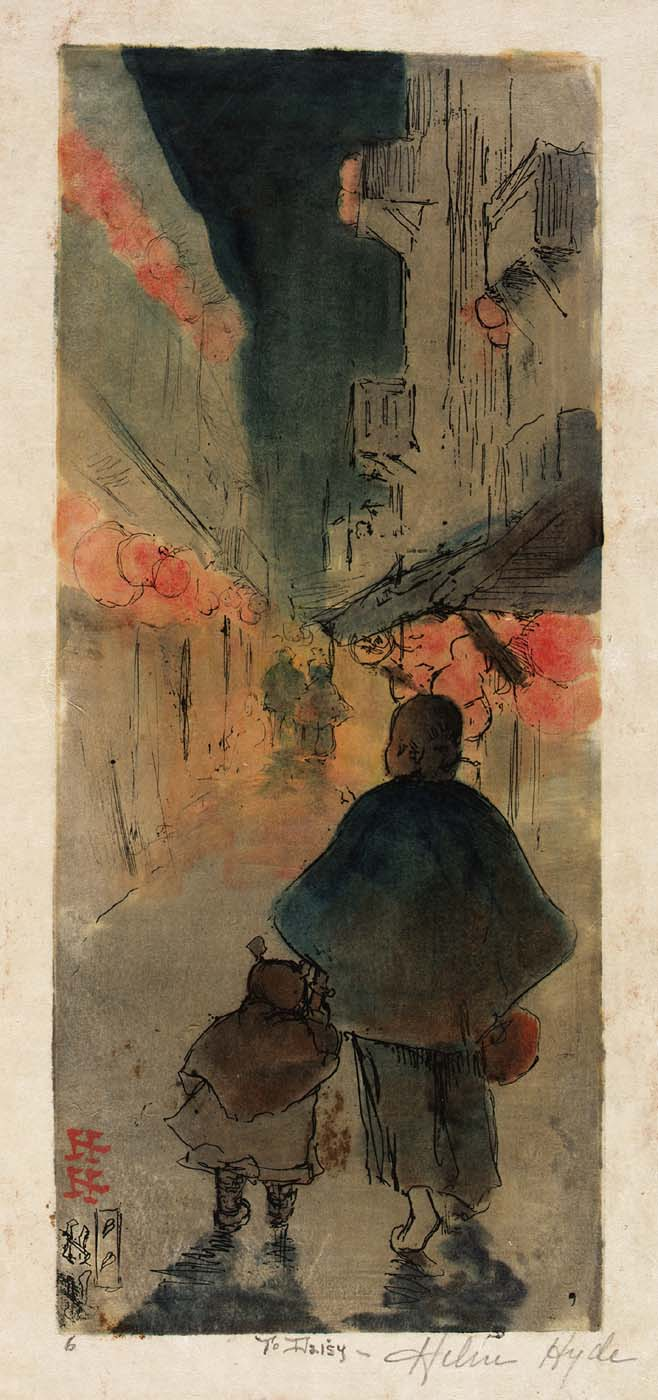
Helen Hyde, Alley in Chinatown, 1898

Nel 1890, Helen Hyde partì per viaggiare e studiare in Europa con la sorella minore. Sviluppò il suo talento artistico studiando per un anno con Franz Skarbina all'Università delle Arti di Berlino, poi dal 1891 al 1894 si trasferì a Parigi dove, poiché l'accademia più prestigiosa della città non accettava studentesse., studiò privatamente con Raphaël Collin, Albert Sterner e Félix Régamey. Attraverso la sua vasta collezione di arte giapponese, Régamey introdusse Helen al movimento artistico noto come Giapponismo, che raggiunse il suo apice a Parigi in questo periodo. A Parigi Helen Hyde, con ogni probabilità, ebbe modo di conoscere le opere dell'impressionista americana Mary Cassatt, ispirate all'arte giapponese e spesso raffiguranti donne e bambini, che avrebbero influenzato notevolmente la sua decisione di concentrare il suo lavoro sul Giappone.
Nel 1894 Helen Hyde tornò in California dopo che le sue opere furono rifiutate dal Salon di Parigi. Qui realizzò illustrazioni di libri per l'infanzia e le sue prime acqueforti a colori, rappresentanti ritratti di donne e bambini del quartiere Chinatown di San Francisco, che riscossero un certo successo di pubblico. Frequentando un club di disegno incontrò Josephine Hyde, con la quale strinse amicizia e che la incoraggiò a specializzarsi nell'incisione. Insieme perfezionarono la loro padronanza della tecnica dell'acquaforte.

### Formazione e carriera in Giappone
Nel 1899 Helen e Josephine partirono insieme per il Giappone per studiare le tecniche pittoriche locali. Stabilitasi a Tokyo e poi a Nikko, studiò dapprima il giapponese e la pittura a inchiostro da Tomonobu Kano. In Giappone Helen incontrò Ernest Fenollosa, un appassionato di arti asiatiche, che avrebbe avuto una grande influenza sul suo lavoro, incoraggiandola a realizzare stampe xilografiche a colori. Inizialmente realizzò le stampe su blocchi di legno avvalendosi della collaborazione dei dipendenti del mercante d'arte Bunshichi Kobayashi, ma in seguito studiò lei stessa questa tecnica, in particolare con Emil Orlik, un artista europeo residente in Giappone. Con l'aiuto e l'incoraggiamento di Tomonobu, la sua stampa A Monarch of Japan fu esposta nel 1901 alla decima mostra Nihon Kaiga Kyokai, dove vinse il primo premio.
Helen Hyde riuscì a a raggiungere l'indipendenza finanziaria attraverso la sua arte e non si sposò mai, cosa inconsueta all'epoca. Resasi conto che avrebbe raggiunto risultati migliori lavorando all'interno del sistema giapponese, impiegò intagliatori e tipografi giapponesi, tra cui Shohiro Murate che collaborò con lei per undici anni. Le sue opere furono vendute a San Francisco, così come nella galleria del famoso William Macbeth a New York, per prezzi che variavano dai 2 ai 15 dollari l'una. Le sue opere furono stampate in un massimo di 200 copie per edizione e ne produsse 67 diverse. Si stima inoltre che nel 1914 aveva prodotto circa 16.000 stampe autografate.
Helen Hyde visse in Giappone fino al 1914, intervallando la sua permanenza a Tokyo con viaggi in Cina, India e Messico, producendo opere che raccontavano questi viaggi.

### Ritorno negli Stati Uniti
Nel 1914, sebbene sapesse di soffrire di cancro già dal 1910, Helen Hyde lasciò il Giappone per tornare negli Stati Uniti, anche a causa dei cambiamenti culturali che stavano portando ad un progressivo calo di interesse verso forme di arte tradizionale. Visse inizialmente a Chicago e poi a Pasadena in California, dove continuò a produrre le sue opere. Ricevette la medaglia di bronzo per la xilografia all'Esposizione Internazionale Panama-Pacifico nel 1915, e 1916 tenne una mostra personale al Chicago Art Institute. 
Hyde fu membro della Printmakers Society of California, della California Society of Etchers, della Chicago Society of Artists, della Chicago Society of Etchers, della San Francisco Art Association, del San Francisco Sketch Club e della Société de la Grauvre en Color di Parigi.
Morì il 13 maggio 1919 a Pasadena, in California, nella casa della sorella minore. È sepolta nel cimitero di Mountain View a Oakland.

## Le opere
Le opere di Helen Hyde sono conservate nelle collezioni di molti musei americani, tra i quali il Brooklyn Museum e la Public Library di New York, l'Art Institute e lo Smith Museum of Art di Chicago, il Museum of Fine Arts di Boston, lo Smithsonian American Art Museum e la Biblioteca del Congresso di Washington, il San Francisco Museum of Modern Art